# Ballymoney (distrikt)
Ballymoney var ett distrikt i Nordirland. Ballymoney ligger i grevskapet Antrim. Huvudort var Ballymoney.
I samband med en distriktsreform i Nordirland 1 april 2015 slogs distrikten Ballymoney, Coleraine, Limavady och Moyle samman till distriktet  Causeway Coast and Glens. 

## Städer
- Ballymoney
- Cloughmills
- Dervock
- Dunloy
- Rasharkin